# منتخب باربادوس لكأس فيد
منتخب باربادوس لكأس فيد (بالإنجليزية: Barbados Fed Cup team)‏ هو ممثل باربادوس الرسمي في كرة المضرب في كأس فيد
.